# Дом-музей М. Ю. Лермонтова (Тамань)
Дом-музей М. Ю. Лермонтова находится на крутом берегу Таманского залива Азовского моря в красивом центре станицы Тамань, в окружении: памятника таманскому казачеству, мемориала Великой Отечественной войны и памятника оригинальной архитектуры — церкви Покрова.
Музей Лермонтова в Тамани посвящён периоду пребывания поэта в станице по пути на Кавказ, куда он был сослан за стихотворение «На смерть поэта». В этом произведении Михаил Юрьевич подверг политической критике самодержавие, за что был подвергнут аресту и осуждён.
Первая ссылка благодаря влиятельным родственникам и друзьям была красивой творческой прогулкой, вторая ссылка за участие в дуэли закончилась смертельной трагедией — дуэлью с Мартыновым.
Ответ на вопрос: «Как попал Лермонтов в Тамань?» можно найти в его же автобиографическом произведении «Герой нашего времени».
Так описывает домик в Тамани Лермонтов словами Печорина (прототип Лермонтова). «Тамань — самый скверный городишко из всех приморских городов России. <…> Я приехал на перекладной тележке поздно ночью. Ямщик остановил у ворот единственного каменного дома, что при въезде. <…> Вышел урядник и десятник. Я им объяснил, что я офицер, еду в действующий отряд по казённой надобности, и стал требовать казённую квартиру. Десятник нас повёл по городу. К которой избе ни подъедем, — занята. <…> „Веди меня куда-нибудь, разбойник! Хоть к чёрту, только к месту!“ — закричал я. „Есть ещё одна фатера, — отвечал десятник, почёсывая затылок, — только вашему благородию не понравится; там нечисто!“ <…> …после долгого странствия по грязным переулкам, где по сторонам я видел одни только ветхие заборы, мы подъехали к небольшой хате, на самом берегу моря. 
Полный месяц светил на камышовую крышу и белые стены моего нового жилища; на дворе, обведённом оградой из булыжника, стояла избочась другая лачужка, менее и древнее первой. Берег обрывом спускался к морю почти у самых стен её, и внизу с беспрерывным ропотом плескались тёмно-синие волны. Луна тихо смотрела на беспокойную, но покорную ей стихию, и я мог различить при свете её, далеко от берега, два корабля, которых чёрные снасти, подобно паутине, неподвижно рисовались на бледной черте небосклона. „Суда в пристани есть, — подумал я, — завтра отправлюсь в Геленджик“».
Артефакты музея знакомят посетителей не только с многогранным творчеством поэта: его стихами, картинами — но и воссоздают дух времени Лермонтова в экспонатах этнографической обстановки дворика, изб и хаток, заставляющих задуматься о противоречивости характера поэта, которую отразила вступительная статья к двухтомнику его сочинений: «…Великая человечность Лермонтова, пластичность его образов, его способность „перевоплощаться“ — в Максим Максимыча, в Казбича, в Азамата, в Бэлу, в княжну Мери, в Печорина, соединение простоты и возвышенности, естественности и оригинальности — свойство не только созданий Лермонтова, но и его самого. И через всю жизнь проносим мы в душе образ этого человека — грустного, строгого, нежного, властного, скромного, смелого, благородного, язвительного, мечтательного, насмешливого, застенчивого, наделённого могучими страстями и волей и проницательным беспощадным умом. Поэта гениального и так рано погибшего. Бессмертного и навсегда молодого».

Двор и домик Лермонтова
Макет домика Лермонтова
Дворик музея
Чесало камыша
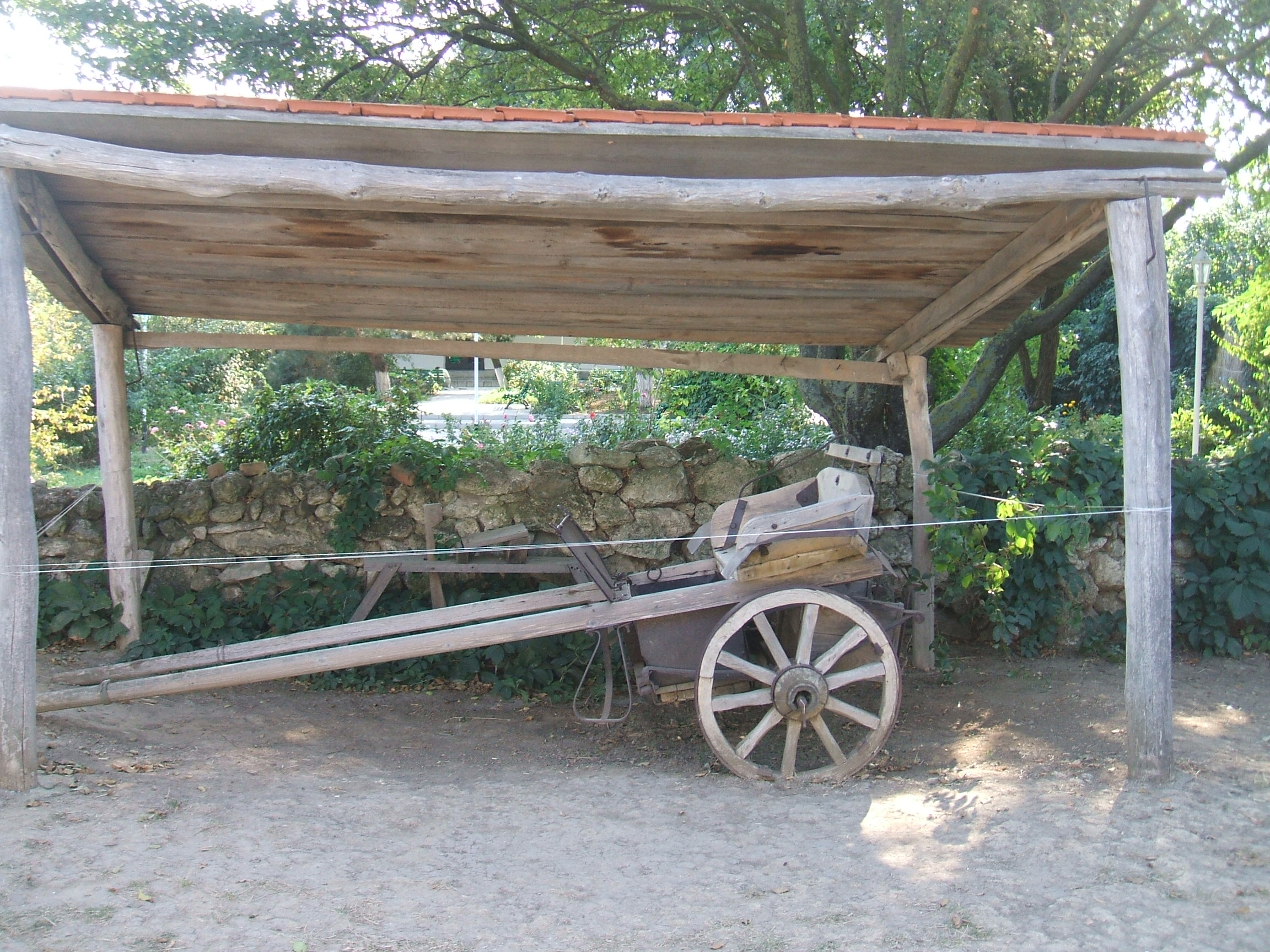
Бричка
Лодка времён Лермонтова
Сени домика
Чулан домика
Печь домика
Лавка-кровать
Гладильная
Экспонаты музея
Экспонаты музея
Экспонаты музея
Черкеска
Стенд музея
Рукопись "На смерть Пушкина"
Маршрут Лермонтова

Картины, написанные Лермонтовым